# زهرة ومنوجهر
زهرة ومنوجهر هي قصيدة طويلة من تأليف إيراج ميرزا. تشبه قصة فينوس وأدونيس ولكن فارسية. وهي القصيدة الإنكليزية لشكسبير وعنوانها فينوس وأدونيس، والمسرحية الفرنسية لأندريه أوبيه، وعنوانها «فينوس وأدونيس» المنظومة الفارسية للشاعرإيراج ميرزا، وعنوانها «زهرة ومنوجهر» الملحمة العربية لحبيب ثابت، وعنوانها «عشتروت وأدونيس».
إذا كانت أسطورة «فينوس وأدونيس» تضرب جذورها في أرص الشرق، أرض الديانات والعقائد، أرض الأساطير والخرافات، فإنها لم تقف عند حدود الشرق، بل تعدته إلى ربوع العالم أجمع، وأصبحت ملكاً للبشرية كلها، ومن في العالم الآن لم يسمع عن ربة الدلال فينوس؟ ومن الحقائق التي أثبتتها هذه الدراسة، أن السبق في رواية هذه الأسطورة يرجع إلى الشاعر الروماني الفذ أوفيد، وذلك عندنا أورد هذه الأسطورة في كتابه القيم أطوار الحب الذي ترجم إلى اللغة العربية باسم «مسخ الكائنات».
ثم بقيت الأسطورة طي النسيان طوال عدة قرون بعد ذلك، حتى جاء الشاعر الإنجليزي الفذ وليام شكسبير، ونفض عنها غبار الإهمال، ورفع عن كاهلها حجب النسيان، وأعاد إليها الحياة من جديد، فالبثها ثوباً قشيباً بعد أن بلى ذلك الثوب الذي خلعه عليها أوفيد، فبدت الأسطورة لدى شكسبير أكثر نضجاً، وأحسن عرضاً، مما جعل معظم المهتمين بالأساطير ينسون رواية أوفيد، ولا يتذكرون إلا قصيدة شكسبير التي أصبحت بمثابة الأصل لهذه الأسطورة، ولم يعد هناك أديب يريد نزم هذه الأسطورة أو كتابتها إلا ورجع لقصيدة شكسبير، واتخذها النموذج الذي يحتذي والأصل الذي يسير على هذه. ولعل هذا الموقف شبيه بنظرة مؤرخي الأدب إلى أبن المقفع وترجمته العربية لكليلة ودمنة فبعد ضياع الأصل السنسكريتي والترجمة البهلوية، أصبح الجميع يعتبرون ترجمة ابن المقفع هي الأصل، وعلى منوالها ينسجون.
وبناءً على هذا وجدنا أن المسرحية الفرنسية «فينوس وأدونيس» والتي كتبها أندريه أوبيه، ليست إلا مسرحة لقصيدة شكسبير، وكذلك منظومة «زهرة ومنوجهر» الفارسية قد جاءت وثيقة الصلة بقصيدة شكسبير، كما أن «ملحمة عشتروت وأدونيس» لم تخل من التأثر بقصيدة شكسبير، على الرغم من عدم تصريح الشاعر حبيب ثابت بذلك.
ولكن على الرغم من تأثر الجميع بقصيدة شكسبير، إلا أم كل أديب ممن تبعوا شكسبير، قد خلع على الأسطورة خلعة من ذاته ومن مجتمعه، فالكاتب المسرحي أندريه قد ألبس كلاً من أدونيس وفينوس ملابس الممثلين على المسرح، وأشرك معهما ممثلين ثانويين، حتى يخلق جواً من الحركة، وليدب النشاط على المسرح، ولا يكون الحوار سجالاً بين اثنين فقط، مما يفقد المسرحية عنصر التشويق، كما خلع الشاعر الفارسي أيرج ميرزا على الأسطورة خلعة فارسية مما جعله يغير اسمي البطلين إلى «زهرة ومنوجهر»، كما جعلهما يرتديان حلتين إيرانيتين، ويتصرفان تصرف الإيرانيين، ومثله فعل حبيب ثابت، حيث أعاد للبطلين جنسيتهما الفينيقية، واتخذ من أرض لبنان مسرحاً للأسطورة. 